# Automobile Club de l'Ouest

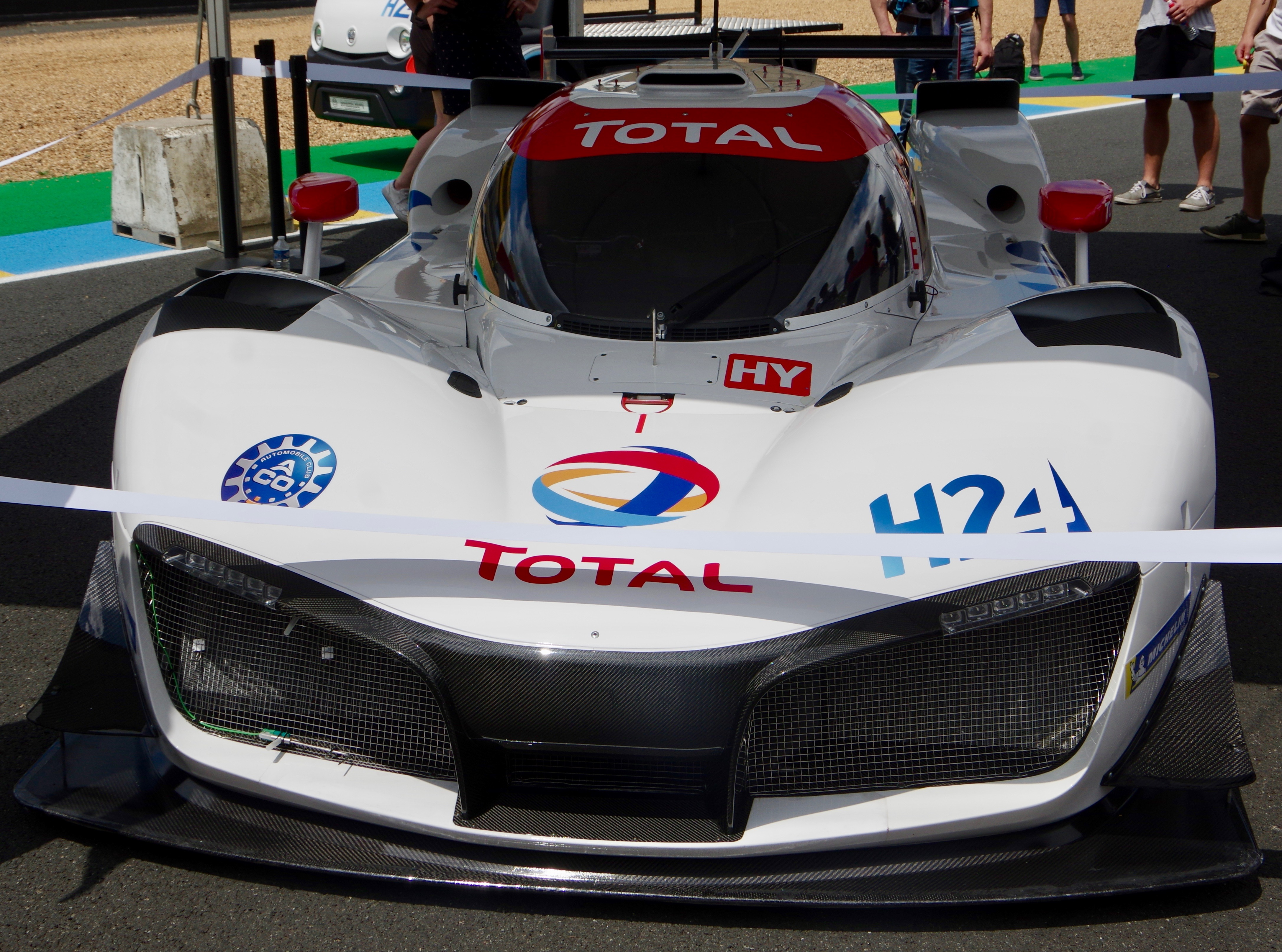
Mission H24 a hydrogen racing car.

Automobile Club de l'Ouest, förkortat ACO, är Frankrikes största intresseorganisation för bilister. Klubben bedriver lobbying inom frågor om vägbygge och vägunderhåll, trafikskolor med mera.
ACO grundades i staden Le Mans 1906 och är mest känd för att organisera motortävlingen Le Mans 24-timmars. Sedan FIA:s sportvagns-VM kollapsade efter säsongen 1992 använder de flesta sportvagnsserier ACO:s reglemente.